# 조선전업주식회사
조선전업주식회사[朝鮮電業株式會社] 1943년 조선전력관리령에 의하여 조선수력전기(주)·조선송전(주)·부영수력전기(주)의 3사를 통합하여 설립된 회사로 1961년 한국전력공사에 흡수되었다.
1943년 4월 조선전력관리령이 공포되었고, 같은 해 7월 조선전업주식회사가 설립되었다. 조선전업주식회사는 조선수력전기(주)·조선송전(주)·부영수력전기(주)의 3사를 통합하여 설립된 회사다. 1943년 8월 한강수력전기, 강계수력전기, 남선수력전기, 조선전력 등을 대등 합병했다. 이로써 전국 주요 도시에 분립했던 전력사업은 발송전과 배전의 2개 사업으로 정비되었다. 설립 당시 발전 설비용량은 193만 8000kW였다. 1945년 해방이 되자 대부분의 전력 시설이 북한에 속해 남한의 발전설비는 전국 설비용량의 2만 4000kW였다. 1950년대 발전소는 수력발전으로 화천·청평·섬진강·보성강·괴산 등이 있었고, 화력발전소로는 영월화력발전소 등이 있었다. 1961년 7월 전기 3사 통합으로 한국전력(주)에 흡수되었다.